# Сардахар
Сардахар (азерб. Sərdahar) — селение в Исмаиллинском районе Азербайджана.

## Название
В «Кавказском календаре» на 1856 год приводится название Сардахара буквами местного языка (ﺳﺮﺪﻫﺎﺭ). По-русски в дореволюционной литературе она именовались то как «Сардагаръ», то как «Сардахаръ». В литературе второй половины XIX веке встречалось и два названия: «Сардагаръ (Сурдагаръ)».

## История
В «Описание Ширванской провинции», составленной в 1820 году, упоминается «татарское селение» (азербайджанское селение) Сардагаръ. Приведённые там сведения сообщают, что здесь имелись 9 семей, плативших подать, и всего одна семья («дымъ кубинскихъ пришельцевъ») не платившая; в примечании к этому селению говорится: «деревня сия весьма бедна и поселена в крутых скалах».
Начиная с 1846 и до 1859 года одной из административных единиц России была Шемахинская губерния. В её состав входил Гоузский магал, к которому относился Сардахар. После того, как губернские учреждения перевели в Баку, губернию переименовали в Бакинскую.
В течение второй половины XIX — начала XX веков Сардахар относился к Шемахинскому уезду Бакинской губернии. Вместе с тремя населёнными пунктами (Зарнава, Таглабиан и Кельфараджъ) они составляли одно общество.
В советские годы уездная система была заменена на окружную, а затем на районную. В 1960—1970-х годах Сардахар и 5 других населённых пунктов (Таглабиян, Калфарадж, Мюджю, Зарнава и Мушкемир) относились к Таглабиянскому сельскому совету (сельсовету) Исмаиллинского района.

## Население

### XIX век
Согласно «Кавказскому календарю» на 1856 год Сардахар населяли «татары»-сунниты (азербайджанцы-сунниты), которые разговаривали между собой по-«татарски» (по-азербайджански). 
По данным же списков населённых мест Бакинской губернии от 1870 года, составленных по сведениям камерального описания губернии с 1859 по 1864 год, в селении имелось 17 дворов и 79 жителей (46 мужчин и 33 женщины), являвшихся «татарами»-суннитами (азербайджанцами-суннитами). Согласно сведениям 1873 года, опубликованным в изданном в 1879 году под редакцией Н. К. Зейдлица «Сборнике сведений о Кавказе», в Сардахаре было также 17 дворов, но численность населения меньше — 77 человек (37 мужчин и 40 женщин), состоящих из «татар»-суннитов (азербайджанцев-суннитов).
Из материалов посемейных списков на 1886 год узнаём, что все 74 жителя (38 мужчин и 36 женщин; 16 дымов) Сардахара были «татарами»-суннитами (азербайджанцами-суннитами) и крестьянами на казённой земле.

### XX век
В «Кавказском календаре» на 1910 год сказано, что в Сардахаре за 1908 год проживало 243 жителя, преимущественно «татары» (азербайджанцы). По сведениям Списка населённых мест, относящегося к Бакинской губернии и изданного Бакинским губернским статистическим комитетом в 1911 году, численность населения составляло 70 человек (35 мужчин и 35 женщин; 15 дымов) «татарской» (азербайджанской) национальности, все из которых были поселянами на владельческой земле.
Очередной «Кавказский календарь» на 1912 год вместо Сардахара упоминает Сардагляръ, где проживает 71 человек, также «татары» (азербайджанцы). Следующий «Кавказский календарь» на 1915 год показывает численность населения в количестве 73 человек, в основном «татар» (азербайджанцев)
По Азербайджанской сельскохозяйственной переписи 1921 года Сардахар населяли 70 человек (39 мужчин и 31 женщина) и преимущественно азербайджанские тюрки (азербайджанцы), причём один мужчина имел грамотность.